# My People, My Country
Pour plus de détails, voir Fiche technique et Distribution.
My People, My Country (我和我的祖国, Wo he wo de zu guo, litt. « Moi et mon pays ») est un film dramatique chinois divisé en sept parties et réalisé respectivement par Chen Kaige, Zhang Yibai, Guan Hu, Xue Xiaolu, Xu Zheng, Ning Hao et Wen Muye, sorti en 2019 en Chine. Produit pour célébrer le 70e anniversaire de la fondation de la République populaire de Chine, beaucoup d'acteurs chinois de premier plan apparaissent dedans, surtout dans des rôles secondaires et des caméos.
Il totalise plus de 400 millions $ au box-office chinois de 2019.

## Synopsis

### La Veille
Le segment d'ouverture du réalisateur Guan Hu, La Veille (前夜), raconte l'histoire d'un ingénieur appelé Lin Zhiyuan (Huang Bo) qui se lance dans une course contre la montre pour mettre au point un mécanisme automatique de levée de drapeau avant la cérémonie de fondation de la République populaire de Chine le 1er octobre 1949.

### En passant par
La deuxième histoire, En passant par (相遇), réalisée par Zhang Yibai, suit un scientifique appelé Gao Yuan (Zhang Yi (en)) qui travaille sur la première bombe atomique de la Chine dans les années 1960 et qui doit faire ses adieux à jamais à sa petite amie.

### Le Champion
La troisième histoire, Le Champion (夺冠), réalisée par Xu Zheng, raconte comment un petit garçon de Shanghai nommé Dong Dong (Han Haolin) aide ses voisins à regarder à la télévision la victoire de l'équipe de Chine féminine de volley-ball aux Jeux olympiques d'été de 1984.

### Rentrer à la maison
La quatrième histoire, Rentrer à la maison (回归), réalisée par Xue Xiaolu, suit la délégation exécutive chinoise et des policiers locaux préparant la rétrocession de Hong Kong à la Chine en 1997. Le silence de 12 secondes entre les hymnes britannique et chinois lors de la cérémonie est montré dans cette partie. De plus, cette histoire est la seule ayant d'autre langues que le mandarin à cause de la présence de dialogue en l'anglais et en cantonais, langues officielles de Hong Kong. 

### Bonjour Pékin
La cinquième histoire, Bonjour Pékin (北京你好), réalisée par Ning Hao, suit un chauffeur de taxi qui donne un billet pour la cérémonie d'ouverture des Jeux olympiques d'été de Pékin de 2008 à un garçon originaire de la région touchée par le séisme de 2008 au Sichuan alors qu'il s'agit au départ du cadeau d'anniversaire à son fils distant.

### L'Étoile qui guide
La sixième histoire, L'Étoile qui guide (白昼流星), réalisée par Chen Kaige, raconte à travers les yeux de deux frères sans abri l'atterrissage de la capsule de la Shenzhou 11 le 18 novembre 2016, un moment de fierté nationale qui les touche.

### Un pour tous
Un pour tous (护航), réalisé par Wen Muye, suit l'histoire de Lu Xiaoran, l'une des plus grandes femmes pilotes d'avion de chasse, qui aide ses camarades pilotes à effectuer une performance aérienne en douceur lors du défilé militaire du 70e anniversaire de la victoire de la Seconde Guerre sino-japonaise en 2015.

## Fiche technique
- Titre original : 我和我的祖国
- Titre international : My People, My Country
- Réalisation : Chen Kaige, Zhang Yibai, Guan Hu, Xue Xiaolu, Xu Zheng, Ning Hao et Wen Muye
- Production : Huang Jianxin (en)
- Société de production : Huaxia Film Distribution (en), Polybona Films et Alibaba Pictures
- Société de distribution : Huaxia Film Distribution (en)
- Pays d’origine :  Chine
- Langues originale : mandarin, cantonais, anglais
- Format : couleur
- Genres : drame
- Durée : 158 minutes
- Date de sortie :
  -  Chine : 30 septembre 2019

## Distribution

### La Veille(de Guan Hu)
- Huang Bo : Lin Zhiyuan
- Oho Ou
- Wang Qianyuan
- Liang Jing
- Jiang Wu
- Hu Jun
- Tong Dawei
- Vision Wei
- Xin Baiqing
- Geng Le
- Wang Tianchen

### En passant par(de Zhang Yibai)
- Zhang Yi : Gao Yuan
- Ren Suxi : Fang Min
- Zhang Jiayi : le chef du groupe
- Zhou Dongyu : une infirmière
- Peng Yuchang
- Luo Haiqiong
- Guo Cheng
- Zhou Yiran

### Le Champion(de Xu Zheng)
- Wu Jing : Xu Dongdong (adulte)
- Ma Yili : Zhao Qimei (adulte)
- Han Haolin : Xu Dongdong (enfant)
- Fan Yujie : Zhao Qimei (enfant)
- Liu Tao : la mère de Mei
- Xu Zheng : le présentateur
- Wang Zhifei
- Shao Wen
- Zhang Zhihua
- Duan Bowen : l'entraîneur de ping-pong

### Rentrer à la maison(de Xue Xiaolu)
- Du Jiang : Zhu Tao
- Zhu Yilong : Song Yueqiang
- Wang Daotie : Wang Yinghui
- Wang Luoyong : An Wenbin
- Kara Wai : Lin
- Simon Yam : Wah
- Gao Yalin : Cheng Zhiqiang
- Gregory Charles Rivers
- Natasha Dratinskaia Christiansen : Maureen
- Kwok Keung Cheung

### Bonjour Pékin(deNing Hao)
- Ge You : Zhang Beijing
- Cheng Yusen : Zhang Xiaojing
- Gong Beibi : Yuan Rong
- Wang Dong : le garçon de Wenchuan
- Ma Shuliang : le patron de la compagnie de taxi

### L'Étoile qui guide(deChen Kaige)
- Liu Haoran
- Arthur Chen
- Tian Zhuangzhuang
- Jiang Shan
- Jing Haipeng
- Chen Dong

### Un pour tous(de Wen Muye)
- Song Jia
- Tong Liya
- Elvis Han
- Lei Jiayin
- Zhang Zifeng
- Wang Yanhui
- Tao Hong
- Guo Jingfei
- Yuan Wenkang

## Sortie
Le 20 mars 2019, les producteurs annoncent que la sortie du film est prévue pour le 1er octobre 2019 au moment de la fête nationale. Le 6 septembre 2019, il est annoncé que le film est avancé au 30 septembre .
My People, My Country est distribué par China Media Capital, un important distributeur international de cinéma et de télévision chinois, aux États-Unis, Canada, Australie et Nouvelle-Zélande.